# Ахунбабаев, Юлдаш Ахунбабаевич
Юлда́ш Ахунбаба́евич Ахунбаба́ев (узб. Yoʻldosh Oxunboboyevich Oxunboboyev / Йўлдош Охунбобоевич Охунбобоев; 13 июля 1885 — 28 февраля 1943) — советский государственный и партийный деятель, член коммунистической партии с мая 1921 года вплоть до своей смерти. Один из отцов-основателей Узбекской ССР, первый в истории председатель Центрального исполнительного комитета (ЦИК) Узбекской ССР с февраля 1925 по июль 1938 года — формальный глава республики и вообще первый в истории глава единого Советского Узбекистана.
С мая 1925 по июль 1938 года одновременно являлся членом Президиума ЦИК СССР. С июля 1938 года вплоть до своей смерти являлся председателем президиума Верховного Совета Узбекской ССР первого созыва. С мая 1925 по июль 1938 года одновременно являлся членом Президиума ЦИК СССР. С 1937 года до своей смерти также являлся депутатом Верховного Совета СССР.

## Биография

### Ранние годы и происхождение
Родился 13 июля 1885 года недалеко от города Маргелан (сейчас Маргилан), в кишлаке Джуйбазар Яз-Яванской волости Маргеланского уезда Ферганской области, входящих в состав Туркестанского генерал-губернаторства Российской империи. Родился в семье дехканина-бедняка. С девяти лет начал самостоятельно трудиться батраком у местного бая в родном кишлаке. После смерти отца в 16 лет, с 1901 года начал работать рабочим на частном хлопкоочистительном заводе в Маргилане, в 1904 году уехал в Узген и работал там снова батраком и разнорабочим вплоть до 1914 года.

### Начало политической деятельности
В 1914 году вернулся в Маргилан примкнул к местным антироссийским и антимонархическим ячейкам. Активно принимал участие в среднеазиатском восстании 1916 года. В итоге был арестован царской охранкой и провёл два месяца в заключении в маргиланской тюрьме. Приветствовал Февральскую революцию 1917 года, а после Октябрьской революции 1917 года примкнул к большевикам. Приветствовал образование на месте царского Туркестанского края — Туркестанской Автономной Социалистической Советской Республики в составе РСФСР. После Октябрьской революции 1917 года был назначен раи́сом (председателем) образованного большевиками кишлачного совета в районе Маргилана. В 1919—1921 годах являлся председателем регионального отделения рабоче-крестьянского союза «Кошчи́» в Маргиланском уезде Ферганской области Туркестанской АССР. В мае 1921 года официально вступил коммунистическую партию большевиков. Активно боролся против так называемых «басмачей» и их сторонников, воевавших против установления советской власти в Средней Азии. Среди «басмаческого движения» и его сторонников считается одним из главных врагов.

### Восход на вершину власти
Юлдаш Ахунбабаев принимал участие в национально-территориальном размежевании Средней Азии по национальному-признаку, став одним из отцов-основателей Узбекской ССР.

Ташкент, 1928 год. Юлдаш Ахунбабаев на параде пионеров.

В феврале 1925 года являлся делегатом от Маргилана на I Учредительном Съезде Коммунистической партии Узбекистана (Узбекской ССР). На этом съезде был избран членом ЦК и Бюро ЦК КП Узбекской ССР, а также председателем Президиума Центрального исполнительного комитета (ЦИК) Узбекской ССР, став фактическим главой республики. Проработал председателем Президиума ЦИК Узбекской ССР, то есть руководителем республики до 19 июля 1938 года. С 21 мая 1925 по 19 июля 1938 года также являлся членом Президиума ЦИК СССР.
21 июля 1938 года стал председателем Президиума Верховного Совета Узбекской ССР первого созыва, которую занимал вплоть до своей смерти. С 1937 года вплоть до своей смерти также являлся депутатом Верховного Совета СССР.
Много раз встречался и общался с Иосифом Сталиным и другими представителями руководства СССР. Во время Великой Отечественной войны, Юлдаш Ахунбабаев экстренно мобилизовал всю рабоче-крестьянскую силу Советского Узбекистана в тыловом обеспечении советских войск. На фронт были отправлены через железную дорогу тысячи вагонов загруженных мукой, маслом, тканями, шерстью, чёрными металлами и другими полезными на фронте материалами. Был очень любим народом, его называли Юлдаш-ота, принял в семью трех сирот, одного из них (еврей?)[стиль] после войны и смерти Ахунбабаева нашла бабушка. Наравне с другими работал над строительством Большого Ферганского канала.

### Смерть
Сумел остаться живым и невредимым в ходе «Большого террора», несмотря на то, что являлся большевиком первого поколения, что повышало вероятность попадания под репрессии. Юлдаш Ахунбабаев неожиданно скончался 28 февраля 1943 года на 57-м году жизни в Ташкенте. В некоторых источниках в качестве места его смерти указана Москва, что неверно. Похоронен в Александровском сквере Ташкента, в постсоветское время прах перенесён на Чигатайское кладбище Ташкента. По случаю его смерти в Узбекской ССР был объявлен траур.
После окончания Великой Отечественной войны среди народа был широко распространён слух, согласно которому, если бы Юлдаш Ахунбабаев не умер, то Иосиф Сталин доверил бы именно ему, а не Георгию Жукову подписание с советской стороны акта о безоговорочной капитуляции нацистской Германии как знак участия всех народов СССР в этой войне.

## Награды
- Орден Ленина (21.01.1939) — за выдающиеся успехи в сельском хозяйстве и особенно за перевыполнение плана по хлопку[1]

- 2 Орденами Трудового Красного Знамени (22.12.1939)[2]

## Память

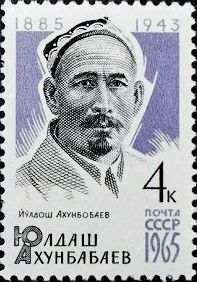
Почтовая марка СССР, выпущенная в 1965 году

- 30 мая 1965 года к 80-летию со дня рождения Юлдаша Ахунбабаева почтой СССР была выпущена марка номиналом 4 копейки.
- До 2005 года в Ташкенте на улице Лашкорбеги, 19 в одноэтажном особняке дореволюционной постройки находился мемориальный музей Юлдаша Ахунбабаева, так как он жил в этом доме в 1938—1943 годах. В настоящее время музей закрыт по решению властей[3].
- Имя было присвоено Андижанскому областному узбекскому театру музыкальной драмы и комедии.
- Имя было присвоено фабрике головных уборов в г. Ташкент.
- Имя было присвоено Ташкентскому республиканскому театру юного зрителя.
- В Самарканде на улице Регистанской напротив областного театра оперы и балета стоял памятник Ахунбабаеву, фигура в полный рост, одет в национальную одежду. Считался «памятником Первому президенту Узбекистана». В годы независимости убран. Местонахождение неизвестно.
- Имя Ахунбабаева носили город в Андижанской области и район в Ферганской.

## Киновоплощения
- Крушение эмирата (реж. Владимир Басов, Латиф Файзиев), 1955. В роли К. Алимджанов.
- Огненные дороги (реж. Шухрат Аббасов), 1979—1984. В роли Алимжан Ташкенбаев.
- Уполномочен революцией (реж. Ройзман, Зиновий Александрович) , 1987. В роли Саидкамиль Умаров